# Kaliumhyperoxid
Kaliumhyperoxid oder Kaliumsuperoxid (KO2) ist eine gelbe, salzartige chemische Verbindung und zählt zu den Hyperoxiden.

## Eigenschaften und Verwendung
Das gelbe Salz zersetzt sich in Wasser lebhaft unter Bildung von Kalilauge, Wasserstoffperoxid und Sauerstoff.
{\displaystyle \mathrm {4\ KO_{2}+2\ H_{2}O\longrightarrow 4\ KOH+3\ O_{2}} }
Kaliumhyperoxid reagiert mit Wasser unter Bildung von Kalilauge und Sauerstoff.
{\displaystyle \mathrm {2\ KO_{2}+4\ H_{2}O\longrightarrow 2\ KOH+3\ H_{2}O_{2}} }
Kaliumhyperoxid reagiert mit Wasser unter Bildung von Kalilauge und Wasserstoffperoxid.
Kaliumhyperoxid besitzt die Fähigkeit, Wasserdampf und Kohlenstoffdioxid zu binden und dafür Sauerstoff an die Umgebung abzugeben.
{\displaystyle \mathrm {4\ KO_{2}+4\ CO_{2}+2\ H_{2}O\longrightarrow 4\ KHCO_{3}+3\ O_{2}} }
Kaliumhyperoxid reagiert mit Kohlenstoffdioxid und Wasserdampf unter Bildung von Kaliumhydrogencarbonat und Sauerstoff.
Da sowohl Kohlenstoffdioxid als auch Wasser bei der Atmung abgegeben werden, kann es deshalb beispielsweise in Raumstationen, U-Booten oder in Atemrettungsgeräten zur Regenerierung der Atemluft verwendet werden.
Neben Kaliumhyperoxid wird zum Austausch von Kohlenstoffdioxid gegen Sauerstoff auch Natriumperoxid (Na2O2) benutzt.
Die Standardbildungsenthalpie von Kaliumhyperoxid beträgt ΔHf0 = -285 kJ/mol.

## Darstellung
Kaliumhyperoxid wird durch Erhitzen von Kalium im Sauerstoffstrom oder in sauerstoffangereicherter Luft hergestellt. Es bildet sich allerdings auch nach folgender Reaktionsgleichung bei der Verbrennung von Kalium an der Luft unter Atmosphärendruck: 
{\displaystyle \mathrm {K+O_{2}\longrightarrow KO_{2}} }
Kalium reagiert mit Sauerstoff zu Kaliumhyperoxid.